# Castellcir
Castellcir è un comune spagnolo di 406 abitanti situato nella comunità autonoma della Catalogna.